# Karin Wall Källming
Karin Linnea Wall Källming, född 15 maj 1955 i Åsbo, Östergötlands län, är en svensk stiftsmusiker och kyrkomusiker i Svenska kyrkan.

## Biografi
Karin Wall föddes 15 maj 1955 i Åsbo, Östergötlands län. Hon blev kantor under gymnasietiden och därefter kyrkokantor. Wall Källming studerade sedan musikvetenskap och historia för att kunna bli musiklärare. Istället fortsatte hon inom kyrkan och arbetade bland annat i Malexanders församling på 1990-talet. I Malexander satte hon årligen upp musikaler med över 100 medverkande. Samarbetet med teaterläraren Johan Wahlqvist ledde till radio och TV-inspelningar, samt stipendier och priser. Hon blev 2001 stiftsmusiker i Linköpings stift, Svenska kyrkan. Under tiden som stiftsmusiker har hon bland annat arbetat med frågor som rekrytering av och undervisning av k kyrkomusiker. Hon har även startat en orgelspelarkurs och anordnat fortbildning för kyrkomusiker. Wall Källming gick vid nyåret 2021 i pension som stiftsmusiker. Hon blev sistnämnda år redaktör för Kyrkomusikernas tidning.
Hon bildade 1976 Kören Stämbandet i Mjölby. Den 9 december 1994 grundade Wall Källming bolaget Malexander Musikproduktion. Hon är sedan 2001 även körledare för kören Ancora.

## Kompositioner
- Trosbekännelsepsalm. Text av Anna Toivonen.

### Barnkör
- Nära dej. Text av Kerstin Hesslefors Persson. Utgiven 2001 på Argument förlag, Varberg.[9]

1. Välkommen "Med kärlek och värme vi ser på dig".
2. Tiden "Klockan tickar, tick, tack, tick".
3. Lära känna-visa "Det är spännande att börja nå't nytt".
4. Djurparken "Liksom Noa kunde samla".
5. Ibland "Ibland så är jag lite blyg".
6. Luft "Jag vill inte bli behandlad som luft".
7. Äpplecalypso "Äpplet hänger i trädet".
8. Härlig vår "Ser du knopparna på träden).
9. Med porlande skratt "Som en dirigent för en jättestor kör".
10. Sönder "Oj, där ramlade ett glas".
11. Jesus kommer ridande.
12. Änglar "Guds änglar är många".
13. Fullständig förvandling "En larv vet inte mycket".
14. Kristus är här "Påsken blommar".

- Jag är. Text av Kerstin Hesslefors Persson. Utgiven 2006 på Argument förlag, Varberg.[10]

1. Jag är "Det snurrar i mig av frågor".
2. En bild "Jag ser på en bild av dig".
3. Som jag vill "Jag vill ha min egen stil".
4. Funderar "Jag ligger i min säng och funderar".
5. Lyssna på mig "Varför kan ingen förstå hur jag har det".
6. Alla andra får.
7. Kropp och själ "Jag är ensam".
8. Hav och strand "Sanden ligger mjuk och varm".
9. Kontakt "Du kar lagt in mitt nummer i din telefon".
10. Löften och svek "Vi sviker våra löften".
11. Växa "Är vi rädda kan vi inte växa".
12. Livet leker "Tack för glädjen".
13. Fridlyst av Gud "Jag är en helig människa".
14. Vi bygger en bro.
15. Tända ljus "Jag tänder ett ljus med en bön om fred".
16. Ett hem "I ett hem kan man leva".
17. Trots allt "När allting rasar samman".
18. Dagar av sorg "Det är tyst och tomt".
19. Tröst "När jag behöver tröst".
20. Din dag "Idag är dagen du får".
21. Kvällen är här.
22. Dela i advent "Över hela jorden)
23. Ljus i mörkret "Kan hoppet tändas i det mörka".
24. Nära korset "Arga röster i människohop".
25. Påskdagens sol.
26. En fast grund "Jag vill bygga mitt liv på en fast grund".
27. Älskad och vald "Det är ett uppdrag".
28. Tunga stenar "Det vi gör fel".
29. Barmhärtig "Gud är barmhärtig".
30. Dela "Dela bröd".
31. Hjärtats samtal "Sitta stilla, tända ett ljus".
32. Vi behöver rum.
33. Gyllene regeln "Allt vad ni vill".
34. Dubbla kärleksbudet "Du ska älska Herren, din Gud".
35. Lilla bibeln "Så älskade Gud världen".

### Musikaler
- Den barmhärtige. Text av Johan Wahlqvist. Utgiven 1993 på Noteria, Klockrike.[11]
- Den förlorade sonen. Text av Johan Wahlqvist. Utgiven 1993 på Noteria, Klockrike.[12]
- Såsom ock vi förlåta. Text av Johan Wahlqvist. Utgiven 1994 på Noteria, Klockrike.[13]
- Varav hjärtat är fullt. Text av Johan Wahlqvist. Utgiven 1995 på Noteria, Klockrike.[14]
- Klimat punkt nu. Text av Kerstin Hesslefors Persson.